# 須藤信充
須藤 信充（すどう のぶみつ、1970年12月25日 - 2024年9月17日）は、日本の男性キックボクサー、プロボクサー。埼玉県出身。元日本キックボクシング3階級制覇4冠王＆極真館第7回全日本ウエイト制大会重量級王者。team Sudo所属。

## 来歴
士道館飯島道場に入門、1988年プロデビュー。1989年にマーシャルアーツ日本キックボクシング連盟バンタム級新人王となり、全日本キックボクシング連盟に移籍し堀畑を3R判定勝ちをし5回戦昇格。一時期三迫ボクシングジム所属プロボクサーだった。
立嶋篤史に5R判定勝ちし、ランキング2位に上昇するもののリベンジマッチで敗退。
JB SPORTSボクシングジム入門してプロボクシングに再転向後、1994年12月17日に第51回東日本ボクシングライト級新人王決勝戦進出。小野淳一（後の日本ボクシング2階級制覇王者＆世界ランカー）に6ラウンド判定負け。キックボクシングに復帰後、1997年6月21日に金沢久幸を下して第9代全日本ライト級王者となった。
1998年に所属していた神武館が全日本キックボクシング連盟を脱退したため、本人も王座を返上しキック・ユニオン（K-U）へ移籍。
1998年6月14日、K-Uが全日本キックボクシング連盟から離脱し旗揚げすると、ライト級王者として認定された。小林聡にKO負けして王座陥落、引退。
2004年に現役復帰、2005年9月18日にNKBウェルター級王座決定戦で瀬尾尚弘（NKB同級1位）を1R右フックでKO勝ちし、新王者となった。翌2006年2月25日にNKBミドル級タイトルマッチで阿久澤英一（ミドル級王者）に挑戦。2R右ローキックでKO勝ちすると現役ウェルター級王者でありながらミドル級も征し、3階級制覇4冠王を果たした。試合後にはK-1参戦を猛烈にアピールした。4月上旬に王座を返上。所属していた神武館を退館し、team SUDOを立ち上げ、K-1参戦を目指してR.I.S.E.への参戦を決めた。
2006年6月25日、R.I.S.E.にスペシャルワンマッチで参戦。尾崎圭司と対戦し、左フックでKO勝ち。
2006年9月4日のK-1 WORLD MAX 2006 〜世界王者対抗戦〜の出場候補ともされたが、出場には至らず
2006年9月24日、R.I.S.E. MIGHTY EIGHTY TOURNAMENT '06の1回戦で地主正孝と対戦するも、試合前から痛めていた腰の影響でコンディションが悪く、左膝蹴りでKO負けとなった。
2007年4月12日、R.I.S.E. FIREBALL 1で龍二と対戦予定であったが、腰の負傷が再発したため欠場となった。10月28日、1年1か月ぶりの復帰戦となったR.I.S.E. -β- "L7"で龍二と改めて対戦し、右フックでKO負け。
2008年4月20日、新日本キックボクシング協会「TITANS NEOS III」で新日本ミドル級王者の後藤龍治と対戦し、1RKO負け。これで、4連続KO負けとなり、マスコミに「後藤が須藤に残っていた幻想を打ち砕いた」と酷評された。
2008年6月22日、全日本キックボクシング連盟にてミドル級王者の中村高明と対戦し、肘打ちで左眉をカットしTKO負け。5連続KO負けとなった。。
2008年に極真空手道連盟極真館城南大井町支部に入門。2009年7月12日、極真空手道連盟極真館第7回全日本ウエイト制空手道選手権大会 重量級に出場。1回戦では開始5秒左フックで一本勝ち、準決勝では左フックで合わせ一本勝ち、決勝では右中段廻し蹴りで対戦相手の左腕を骨折させるなどして判定勝ちを収め、優勝を果たした。
2010年5月3日、二連覇を賭けて極真空手道連盟極真館第8回全日本ウエイト制空手道選手権大会 重量級に出場。1回戦は不戦勝、準決勝でブルガリアの大型選手と対戦したが、敗退した。
2010年8月25日、BOXFIGHT旗揚げ戦のメインイベントで天田ヒロミと対戦し、右フックでKO負けを喫した。以後、格闘技の試合は行っていない。
2024年9月17日、脳幹梗塞などが原因で首都圏の病院で死去。53歳没。

## 戦績

### プロキックボクシング
| キックボクシング 戦績 | キックボクシング 戦績 | キックボクシング 戦績 | キックボクシング 戦績 | キックボクシング 戦績 | キックボクシング 戦績 | キックボクシング 戦績 |
| --------------------- | --------------------- | --------------------- | --------------------- | --------------------- | --------------------- | --------------------- |
| 38 試合               | (T)KO                 | 判定                  | その他                | 引き分け              | 無効試合              |                       |
| 26 勝                 | 17                    |                       |                       | 2                     | 0                     |                       |
| 10 敗                 |                       |                       |                       | 2                     | 0                     |                       |

| 勝敗 | 対戦相手   | 試合結果                                      | 大会名                                                                     | 開催年月日     |
| ×    | 中村高明   | 1R 0:50 TKO（ドクターストップ：左眉カット）   | 全日本キックボクシング連盟「野良犬電撃作戦」                               | 2008年6月22日  |
| ×    | 後藤龍治   | 1R 2:55 KO（パンチ連打）                      | 新日本キックボクシング協会「TITANS NEOS III」                              | 2008年4月20日  |
| ×    | 寒川直喜   | 4R 1:25 TKO（ドクターストップ：右眉尻カット） | BUNGELING BAY 縁 〜enishi〜                                                | 2008年1月13日  |
| ×    | 龍二       | 1R 1:38 KO（右フック）                        | R.I.S.E. -β- "L7" 【DoA '07 LAST SURVIVAL】                                | 2007年10月28日 |
| ×    | 地主正孝   | 1R 1:49 KO（左膝蹴り）                        | R.I.S.E. MIGHTY EIGHTY TOURNAMENT '06 【1回戦】                            | 2006年9月24日  |
| ○    | 尾崎圭司   | 2R 1:28 KO（右ハイキック）                    | R.I.S.E. FLASH to CRUSH TOURNAMENT '06 【スペシャルワンマッチ】            | 2006年6月25日  |
| ○    | 阿久澤英一 | 2R 3:00 KO（右ローキック）                    | 日本キックボクシング連盟 "2006 逆襲シリーズ" 【NKBミドル級タイトルマッチ】 | 2006年2月25日  |
| ○    | 瀬尾尚弘   | 1R 1:46 KO（右フック）                        | キック・ユニオン "ディファ有明大会" 【NKBウェルター級王座決定戦】          | 2005年9月18日  |
| ○    | 剣         | 2R 1:20 KO（右ハイキック）                    | キック・ユニオン "ディファ有明大会" 【NKBウェルター級戦】                  | 2004年7月18日  |

### プロボクシング
| プロボクシング 戦績 | プロボクシング 戦績 | プロボクシング 戦績 | プロボクシング 戦績 | プロボクシング 戦績 | プロボクシング 戦績 | プロボクシング 戦績 |
| ------------------- | ------------------- | ------------------- | ------------------- | ------------------- | ------------------- | ------------------- |
| 11 試合             | (T)KO               | 判定                | その他              | 引き分け            | 無効試合            |                     |
| 8 勝                | 4                   |                     |                     | 0                   | 0                   |                     |
| 3 敗                |                     |                     |                     | 0                   | 0                   |                     |

| 勝敗 | 対戦相手   | 試合結果               | 大会名                           | 開催年月日    |
| ×    | 天田ヒロミ | 2R 1:36 KO（右フック） | BOXFIGHT旗揚げ戦 〜Firstimpact〜 | 2010年8月25日 |

## 獲得タイトル
- キックボクシング
  - マーシャルアーツ日本キックボクシング連盟 バンタム級新人王
  - 第9代全日本キックボクシング連盟ライト級王座
  - 初代K-Uライト級王座
  - 日本キックボクシング連盟NKBウェルター級王座
  - 日本キックボクシング連盟NKBミドル級王座

- ボクシング
  - 東日本新人王トーナメント準優勝

- 極真空手道連盟 極真館
  - 第7回全日本ウエイト制空手道選手権大会 重量級 優勝